# شركة المزيني للصيرفة
شركة المزيني للصيرفة هي شركة صرافة كويتية تأسست في عام 1942 لتكون أول شركة تقدم خدمات الصرافة في الكويت، وَتملك الشركة أكثر من 125 فرع في جميع مناطق الكويت.

## تاريخ
تأسست الشركة عام 1942 تحت أسم شركة عبد العزيز وعلى اليوسف المزينى، و منذ ذلك الحين أخذت بالتوسع، وفي 26 يناير 1995 تحولت الشركة إلى شركة مساهمة كويتية مقفلة تحت اسم شركة المزيني للصيرفة، ويبلغ رأس المال المدفوع 21,000,000 دينار كويتي حيثُ تعتبر الشركة الأولى في الكويت من حيث رأس المال وحجم الأعمال المقدمة، وتستحوذ الشركة على ما يقارب من 40٪ من قيمة خدمات الصيرفة في الكويت.  
تشمل 125 فرع على مستوى الكويت